# Ștefan Sameș
Ștefan Sameș (Dobroești, 14 ottobre 1951 – Bucarest, 17 luglio 2011) è stato un calciatore rumeno, di ruolo difensore.

## Palmarès

### Giocatore

#### Club
- Campionato rumeno: 2

Steaua Bucarest: 1975-1976, 1977-1978
- Coppa di Romania: 2

Steaua Bucarest: 1975-1976, 1978-1979

#### Nazionale
- Coppa dei Balcani per nazioni: 1

1980

#### Individuale
- Calciatore rumeno dell'anno: 1

1979